# Composizioni di Igor' Fëdorovič Stravinskij
L'elenco delle composizioni di Igor' Fëdorovič Stravinskij si riallaccia alla classificazione realizzata nel 1968 dal musicologo Harry Halbreich e dal catalogo elaborato nel 1966 dallo studioso e biografo di Stravinskij, Eric Walter White,. che comprende un numero di 110 composizioni e di 14 arrangiamenti su opere di altri autori.

## Balletti
- L'uccello di fuoco (1910)
- Petruška (1911)
- La sagra della primavera (1913)
- Renard (1916)
- Pulcinella (1920)
- Les noces (1923)
- Apollon musagète (1928)
- Il bacio della fata (1928)
- Jeu de cartes (1936)
- Scènes de ballet (1944)
- Orpheus (1947)
- Agon (1957)

## Opera/Teatro
- Le rossignol (1914)
- Histoire du soldat (1918)
- Mavra (1922)
- Oedipus rex (1927)
- Perséphone (1934)
- The Rake's Progress (1951)
- The Flood (1962)

## Musica da camera
- Tre pezzi per quartetto d'archi (1914)
- Canone per due corni (1917)
- Ragtime per 11 strumenti (1918)
- Tre pezzi per clarinetto solo (1919)
- Histoire du Soldat suite per Clarinetto, Violino e pianoforte (1919)
- Concertino per quartetto d'archi (1920)
- Ottetto (1923)
- Duo concertante (1932)
- Preludium per jazz ensemble (1936-1937)
- Élégie per viola sola (1944)
- Settimino (1953)
- Concertino trascrizione per 12 strumenti (1953)
- Doppio canone per quartetto d'archi (1959)
- Epitaphium per Flauto, Clarinetto e Arpa (1959)
- Monumentum pro Gesualdo da Venosa ad CD Annum (1960)
- Fanfare for a New Theatre per due trombe (1964)

## Musica corale
- Le Roi des étoiles per coro maschile e orchestra (1912)
- Pater Noster per coro a cappella (1926)
- Sinfonia di Salmi, sinfonia corale (1930)
- Credo per coro a cappella (1932)
- Ave Maria per coro a cappella (1934)
- Babel cantata per recitante, coro maschile e orchestra (1944)
- Messa (1948)
- Cantata per soli, coro femminile e strumenti (1951-1952)
- Canticum Sacrum (1955)
- Threni (1958)
- A Sermon, a Narrative and a Prayer (1961)
- Anthem per coro a cappella (1962)
- Introitus (1965)
- Requiem Canticles (1966)

## Composizioni per orchestra
- Sinfonia in Mi bemolle maggiore, op. 1 (1907)
- Scherzo fantastique, op. 3 (1908)
- Feu d'artifice, op. 4 (1908)
- Canto funebre, op. 5 (1908)
- Le chant du rossignol (1917)
- Canto dei battellieri del Volga (1917)
- Sinfonie di strumenti a fiato (1921)
- Quattro studi per orchestra (1928)
- Concerto in mi bemolle "Dumbarton Oaks" (1938)
- Sinfonia in Do (1940)
- Danses concertantes (1941-1942)
- Circus Polka (1942)
- Four norwegian moods (1942)
- Ode (1943)
- Scherzo à la russe (1943-1944)
- Sinfonia in tre movimenti (1942-1945)
- Concerto in re per archi (1946)
- Greeting Prelude (1955)
- Otto miniature strumentali (1962)
- Variations (1963-1964)

## Composizioni per strumento solista e orchestra
- Concerto per pianoforte e fiati (1924)
- Capriccio per pianoforte e orchestra (1929)
- Concerto per violino in Re (1931)
- Ebony Concerto (1945)
- Movimenti per pianoforte e orchestra (1958–1959)

## Composizioni per pianoforte
- Tarantella (1898)
- Scherzo (1902)
- Sonata in Fa diesis minore (1903-1904)
- Quatre Études, op. 7 (1908)
- Tre pezzi facili per pianoforte a quattro mani (1914-1915)
- Souvenir d'une marche boche (1915)
- Cinque pezzi facili per pianoforte a quattro mani (1916-1917)
- Studio per pianola (1917)
- Valse pour les enfants (1917)
- Piano rag music (1919)
- Les cinq doigts (1921)
- Sonata (1924)
- Serenata in La (1925)
- Concerto per due pianoforti soli (1931-1935)
- Tango per pianoforte (1940)
- Sonata per due pianoforti (1943-1944)

## Composizioni per voce e strumenti
- Nube tempestosa, romanza per voce e pianoforte (1902)
- I funghi vanno alla guerra, per basso e pianoforte (1904)
- Due melodie op. 6 (da S. Gorodetskij), per mezzosoprano e pianoforte (1906-1907)
- Le faune et la bergère op. 2 per mezzosoprano e orchestra (1907)
- Pastorale, per voce e pianoforte (1907)
- Deux poèmes de Paul Verlaine op. 9, per baritono e pianoforte (1910)
- Due poesie di Konstantin Bal'mont, per voce e pianoforte (1911)
- Tre poesie della lirica giapponese, per voce e orchestra da camera (1913)
- Pribautki, per voce e orchestra da camera (1914)
- Berceuses du chat, per contralto e tre clarinetti (1915-1916)
- Trois Histoires pour enfants, per voce e pianoforte (1915 - 1917)
- Berceuse, per voce e pianoforte (1917)
- Quattro canti russi, per voce e pianoforte (1918-1919)
- Hommage à Nadia Boulanger, canone per due voci (1947)
- Three Songs from William Shakespeare, per mezzosoprano, flauto, clarinetto e viola (1953)
- Four songs, per voce, flauto, arpa e chitarra (1954)
- In memoriam Dylan Thomas, per tenore, quartetto d'archi e quattro tromboni (1954)
- Abramo e Isacco, per voce e orchestra (1962-1963)
- Elegy for J.F.K., per baritono o mezzosoprano e tre clarinetti (1964)
- The Owl and the Pussycat, per voce e pianoforte (1966)

## Arrangiamenti e trascrizioni
- Les Sylphides (Notturno Op.32 n.2 e Valzer Op.18 di Fryderyk Chopin) (1909)
- Orchestrazione parziale della Chovanščina di Musorgskij, (realizzata con Maurice Ravel) (1913)
- Trascrizione per pianoforte del Coro del Prologo del Boris Godunov di Musorgskij (1918)
- La Marseillaise (1919)
- The Star-Spangled Banner (1941)
- L'oiseau bleu pas de deux da La bella addormentata di Čajkovskij (1941)
- Trascrizione dalle Variazioni su Vom Himmel hoch, da komm ich her di Bach (1956)
- Orchestrazione di Canzonetta op. 62a di Jean Sibelius (1963)
- Due canti sacri di Hugo Wolf (1968)